# Concert voor klarinet, altviool en kamerorkest
Het Concert voor klarinet, altviool en kamerorkest is een compositie van Aulis Sallinen. De componist schreef na de eerste uitvoering nog een versie voor klarinet, cello en kamerorkest.
Sallinen haalde zijn inspiratie voor dit dubbelconcert voor klarinet en altviool uit de verhouding tussen dieren en mensen. Deel 1 (The dolphin’s lament, klaagzang van dolfijn) gaat over het verdwaald zijn van twee dolfijnen in de  Oostzee, waarbij de zoogdieren (moeder en kalf) verdronken omdat ze in visnetten terecht waren gekomen. Deel 2 (Les jeux, spelen) gaat over spelen; dieren spelen om zich te oefenen in de jacht; mensen spelen puur voor hun plezier. Het derde deel (Adagio del toro) gaat over stierenvechten, dat in veel landen gezien wordt als moreel verwerpelijk, dieren doden ter vermaak. Sallinen haalde daarbij een uitspraak van Mahatma Gandhi aan: The greatness of a nation and its moral progress can be judged by the way its animals are treated.
De opdracht voor het werk kwam van het Radiosymfonieorkest van Finland, dat samen met Christian Sundqvist (klarinet) en Tommi Aalto (altviool) de première gaf op 31 oktober 2007. Dirigent was Okko Kamu die die dag ook leiding mocht geven aan Ein Heldenleben van Richard Strauss.

## Orkestratie
- 1 klarinet, 1 altviool (of 1 cello)
- 2 dwarsfluiten,
- 1 man/vrouw percussie
- 4 eerste violen, 4 tweede violen, 3 altviolen, 3 celli, 2 contrabassen